# Pożar Bizancjum
Pożar Bizancjum (niem. Der Brand von Byzanz) – powieść historyczna autorstwa niemieckiego pisarza Klausa Herrmanna (1903-1972) opublikowana w 1955 roku w języku niemieckim. W języku polskim została wydana w 1962 roku.
Powieść dotyczy konstantynopolitańskiego Powstania Nika z 532 roku, będącego reakcją na brak zgody cesarza Justyniana I na zmniejszenie podatków, ukrócenie nadużyć i usunięcie skorumpowanych urzędników. Powstanie zostało stłumione przez Belizariusza i zakończone masakrą ok. 30 tysięcy powstańców w hipodromie.